# Ласкавая, Елена Валентиновна
Елена Валентиновна Ласкавая (род. 17 февраля 1965, Семипалатинск, Восточный Казахстан, СССР) — актриса театра и кино, режиссёр, театральный педагог, доцент кафедры сценической речи Театрального института имени Бориса Щукина, педагог по сценической речи Театра им. Е. Вахтангова, почетный работник культуры города Москвы, основатель «Школы Речи и ораторского искусства #1 Елены Ласкавой»
Член Союза театральных деятелей Российской Федерации, с 2011 педагог по сценической речи Международной Летней школы Союза Театральных Деятелей Российской Федерации.

## Биография
Елена Ласкавая родилась 17 февраля 1965 года в семье потомственных артистов в городе Семипалатинск, Восточный Казахстан. Замужем, имеет дочь Елизавету. Дед по отцу, Иван Ласкавый был режиссёром. Отцу Валентину Ласкавому, режиссёру, создателю театра «Арлекин»" в 1993 году указом Ельцина № 670 было присвоено звание «Заслуженный Работник Культуры РФ».
В 1986 году поступила в Ленинградский институт им. Черкасова к мастеру Ефиму Падве по специальности актриса театра и кино, а через 7 лет в Театральный институт им. Б.Щукина где получила профессию режиссёр драматического театра у мастера Александра Паламишева.
Впоследствии обучение в двух различных традициях театральных школ Ленинградской и Московской, позволило Елене Ласкавой абстрагироваться от исторического спора и совместить речевые стили обеих школ.

### Образование
1986—1989 — Ленинградский институт им. Черкасова — специальность актриса театра и кино. Мастер Ефим Падве
1993—1997 — Театральный институт им. Б.Щукина — специальность режиссёр драматического театра. Мастер Александр Михайлович Поламишев.
1997—1999 — Аспирантура театрального института им. Б.Щукина — специальность педагог по сценической речи. Руководитель Антонина Ивановна Пилюс.

### Работа
1993—1996 — Театр на Таганке (актриса)
1996—1998 — Театр им. К. С. Станиславского (актриса)
1998—2003 — Российская государственная специализированная академия искусств (преподаватель по сценической речи).
1999—2004 — Международный Славянский институт им. Г.Р. Державина (педагог по сценической речи).
2003—2009 — Всероссийский государственный институт кинематографии имени С. А. Герасимова (преподаватель по сценической речи).
С 1999 по настоящее время[какое?] — Театральный институт им. Б.Щукина (доцент кафедры сценической речи).
С 2011 по настоящее время[какое?] — педагог по сценической речи Международной Летней школы Союза Театральных Деятелей Российской Федерации.
С 2016 по настоящее время[какое?] — Театр им. Е. Вахтангова (педагог по сценической речи)

## Творчество

### Роли в Театре

#### Театр на Таганке
- «Мастер и Маргарита» М. А. Булгаков (Аннушка, Семплиярова, буфетчица и др.) Ю. П. Любимов 1991 −1996
- «В ожидании Гамлета» В. Шекспир (Гертруда) А.Моисеев 1992—1994
- «Но лучше мне говорить» И. Бродский (Муза, мать) 1993 −1997[14]
- «Любовник» Г. Пинтер (Сара) А.Соколов 1994
- «Великий утешитель» М. Волохов (Полина) И.Пехович 1995

#### Театр им. К. С. Станиславского:
- «Тот этот свет» А.Казанцев (Джулия) В. Мирзоев 1998

#### Антрепризы:
- «Натюрморт» И. Бродский (русско-французский проект. Продюсер А.Кравченко) 1990
- «Голос» И. Бродский (Женщина), режиссёр И.Пехович 1993—2011[15][16]
- «Пустячок на память» Р. Бредбери, Маркес (Лумис, Королева), режиссёр А. Экорева 1997
- «Чума» А. С. Пушкин (Мэри), режиссёр И. Григорьев 1999
- «Дали» Л. Вартази (Дали, Гала), режиссёр Ю. Грымов 1999—2000
- «Мистерия металлической розы» А. Чугунов (Вербицкая, Бризбан), режиссёр О. Матвеев, Е. Ласкавая 2000[17]
- «Опасная связь» Сара Рул (Любовница), режиссёр Ю. Урнов 2009

### Режиссёр спектакля:
- «Тартюф» Жан-Батист Мольер ВГИК 2004
- «Евгений Онегин» А. С. Пушкин Театральный институт им. Б.Щукина 2005
- «Шествие» И. Бродский Театральный институт им. Б.Щукина 2011
- «Преступление и Наказание» Ф. М. Достоевский Театр им. Е. Вахтангова [18] 2019

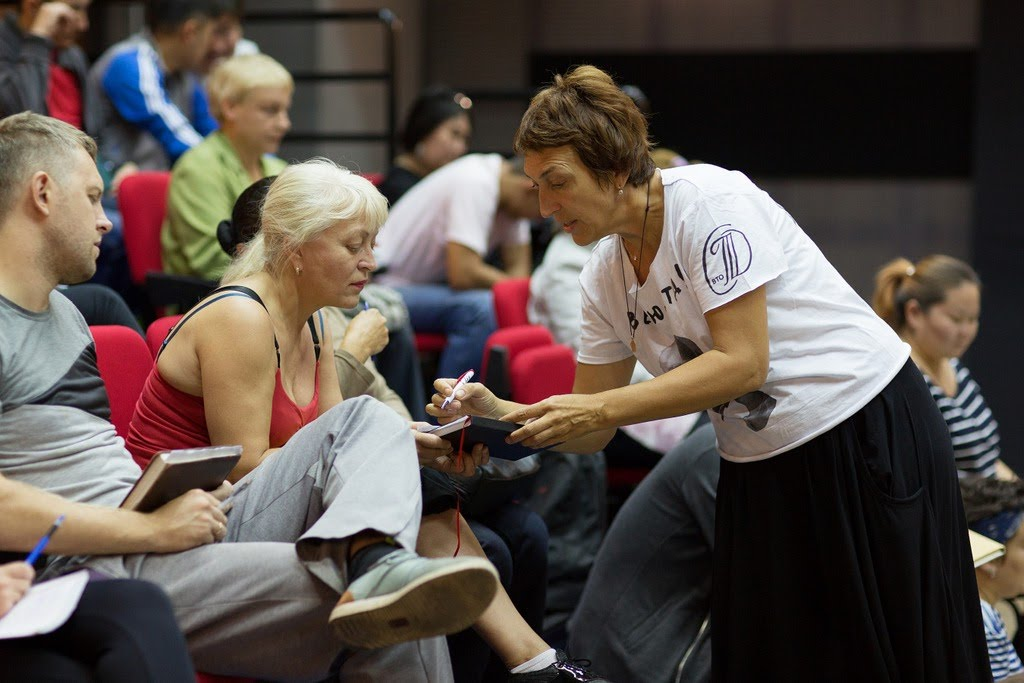
Ласкавая Е. В. на семинаре-практикуме для актёров профессиональных театров города Улан-Удэ

### Педагог — режиссёр по сценической речи спектакля
- «Принцесса Турандот» Карло Гоцци, режиссёр Наталья Шумилкина, Ульяновский драматический театр имени И. А. Гончарова 2012
- «Вишневый сад» Антон Чехов, режиссёр Игорь Лысов, Русский театр Эстонии (Vene Teater), 2015
- «Коронация» Марек Модзелевский, режиссёр Игорь Лысов, Русский театр Эстонии (Vene Teater), 2015
- «Царь Эдип»[19] Софокл, режиссёр Римас Туминас, Театр им. Е. Вахтангова 2016
- «Я была в доме и ждала…», Жан-Люк Лагарс, режиссёр Анатолий Шульев, Театр им. Маяковского 2017
- «Четвёртый богатырь»[20] Родион Белецкий, режиссёр Наталья Шумилкина, Росси́йский академи́ческий Молодёжный теа́тр 2018
- «Любить» по пьесе Михаила Арцыбашева «Враги», режиссёр Игорь Лысов, Астраханский драматический театр, 2018

### Телевизионные работы
- Ведущая передачи «Вам улыбаются звёзды» РТР 1997—1999
- Ведущая программы «Лицо с обложки» СТС-8 1996—1998

### Роли в кино
- «Учительница первая моя, или Мальчишник по-русски» В. Мирзоев 1997
- «Ты знаешь, я знаю» (Американский продюсер) И. Коробейников 2000
- «Два солдатика бумажных» (Хозяйка салона) Р. Хрущ 2001
- «Вовочка» (Снегурочка) И. Мужжухин 2002
- «Любовник» (Вербицкая) В. Тодаровский 2002
- «Жизнь одна» (Редактор) В. Москаленко 2003
- «Темная лошадка» (Кормилица) С. Газаров 2003
- «Убить вечер» (Поэтесса) Е. Жигаева 2003
- «Колыбельная» Короткометражный О. Перетрухина 2004
- «Па» (Ольга Балетмейстер) А. Канивченко, Н. Гадомский 2004
- «Даша Васильева 4. Любительница частного сыска» 2 фильм «Домик тетушки лжи» (Сотрудница морга) Сериал И. Мужжухин 2005
- «Каменская −4» 3 фильм «Двойник» (Наталья Воронова режиссёр) А. Аравин 2005
- «Свой человек» (Хозяйка школы невест) З. Мусаков, С. Белошников 2005
- «Обречённая стать звездой» (Ирина косметолог) П. Кротенко 2005—2007
- «Закон и порядок — Преступный Умысел» 6 фильм «Аристократ» (Саша Уварова) Г. Николаенко 2007
- «Проклятый Рай» (Хозяйка маленького борделя) С. Дремов, П. Кротенко 2008
- «Я лечу» (Галина Алексеевна Тертель старшая медсестра) О. Перуновская, К. Ангелина 2008
- «Ранетки» (Наставница) С. Арланов 2008—2010
- «Участковая» 7 серия «Вор поневоле» сериал (Ольга Васильевна мать Леры) А. Касаткин 2009
- «Дом образцового содержания» (Марта хозяйка зоны) Л. Белозорович 2010
- «Москва. Центральный округ» 3 фильм «Жестокий спорт» (Завуч) Э.Парри 2010
- «Мамочки» Худ. фильм (Мэр Марина Аркадьевна Горобец) Д. Полторацкая 2010
- «Последняя минута» сериал 11 серия «Кастинг» (Полина сценаристка) А. Кириенко 2010
- «Сестры Королевы» (Мила кастинг-директор) Р. Нестеренко 2010
- «Мамочки-2» Худ. фильм (Мэр Марина Аркадьевна Горобец) Д. Полторацкая 2011
- «Следственный комитет» сериал «Команда» (Елена Ампер) Ю. Попович 2011
- «Кто-то теряет, кто-то находит» (Ираида Павловна начальница бюро находок) Илья Хотиненко 2013
- «Кухня» 3 сезон сериал (работник ЗАГСа) 2013—2014
- «Ледников» 6 фильм «Змеиное гнездо» сериал (Франческа Муромская) О.Фомин 2013
- «Лекарство против страха» (мать Лианы) А. Аравин 2013
- «Отель „Президент“» (Лидия Кузьминична администратор) И. Хотиненко 2013
- «Пенелопа» (Елена Васильевна, жена Степина — начальника порта) О. Перуновская 2013
- «Кости» сериал (Екатерина Семёновна хозяйка эскорт-службы) 2013—2014
- «Пингвин нашего времени / Mädchen im Eis» (Германия, Россия) (Анна тренер) Штефан Кромер 2015
- «Сладкая жизнь-2» сериал (психолог) А. Джунковский 2015
- «Давайте познакомимся» (Инес) А. Кананович 2016
- «Садовое Кольцо» (пациентка Веры) Алексей Смирнов (VII) 2017
- «Адаптация» сериал, 2 сезон (Молли — жена Брандсона) Александр Назаров 2018
- «Лови момент» (Заведующая труппой) Антонина Руже 2019
- «Одновременно» (Жанна) 2022
- «Детектор» (Анна Сергеевна, директор детдома) 2022

### Озвучивание
- «Приключения Маши и Гоши» выпуск 5 2013
- «Приключения Маши и Гоши» выпуск 6 2013

### Книги
- Ласкавая Е. В. «Сценическая речь»: Методическое пособие. — М.: ВЦХТ, 2005. (серия «Я вхожу в мир искусств» № 10 (98)) Библиогр.: с.144.[21]
- Ласкавая Е. В. «Речеголосовой тренинг» 102с Издательство Маска, 2006 ISBN 5-91146-012-2
- Ласкавая Е. В., Радциг М. Н. «Практикум по художественному чтению» М.: ВЦХТ 2009 (серия «Я вхожу в мир искусств» № 10 (146))
- Ласкавая Е.В «Дыхание — Голос — Дикция ПРАКТИКУМ» 118с Москва издательство «Индрик» 2012 ISBN 978-5-905999-05-5
- Ласкавая Е.В. «Техника Речи. Как говорить красиво и легко добиваться целей» 224с Москва Издательство АСТ 2023 ISBN 978-5-17-137240-8
- Ласкавая Е.В. «Художественное Чтение. Практические рекомендации» 112с Москва издательство «Граница» 2024 ISBN 978-5-9933-0552-3

### Статьи
- «Формирование речевой компетенции в процессе подготовки актёров театра и кино», Ласкавая Е. В., Вестник КГУ им Н. А. Некрасова, том 14, 2008[22]
- «Межкафедральное взаимодействие как способ освоения сценической речи», Ласкавая Е. В., «Сценическая речь в системе Вахтанговской школы»: Сборник статей и материалов к 35-летию Кафедры/Сост. и науч. ред. А.М. Бруссер. – М., 2012. – 544 с.
- «Принципы выбора художественного материала в театральной школе», Ласкавая Е. В., «Работа с текстом. Методология. Методика. практика»: сб. статей/ под ред. А.М. Бруссер, Е.З. Высоковской. – М., 2021. 280 с.
- «Жанр «Художественное слово». Чтецкие конкурсы – профессиональные критерии оценки», Ласкавая Е. В., Сборник «Сценическая речь. Путь из аудитории на сцену». Выпуск № 1/редакторы – составители А.М. Бруссер, Е.З. Высоковская. – М.: Граница: Театральный институт имени Бориса Щукина, 2022. 240 с.
- «Текст – Слово – Исполнение», Ласкавая Е. В., «Актуальные вопросы преподавания сценической речи»: Межвузовский сборник/ Сост. и науч. ред. А.М. Бруссер. – М., Издательская группа «Граница», 2023. 480 с.
- «Авторская методика преподавания сценической речи режиссерам драматического театра», Ласкавая Е. В., Сборник «Сценическая речь. Путь из аудитории на сцену». Выпуск № 2 / редакторы-составители: А.М. Бруссер, Е.З. Высоковская. – М.: Граница: Театральный институт имени Бориса Щукина, 2023. – 224 с.
- «Аксиологические основания голосоречевых методик в отечественной сценической речевой культуре», Ласкавая Е. В. Тагильцева Е. П., Вестник КГУ им Н. А. Некрасова, стр 48-56, № 68, 2024. 292 с.[23]

## Признание и награды
- 1994 Лауреат 1-го Московского фестиваля «Памяти Высоцкого» — «Эра милосердия» («Но лучше мне говорить»)[15]
- 1996 Лауреат 2-го Московского фестиваля «Памяти Высоцкого» — «Эра милосердия» («Великий утешитель») Номинация «Вокал в спектакле»
- 1998 Лауреат фестиваля моноспектаклей (г. Пермь) «Женщина в стиле осень»
- 2003 Лауреат фестиваля «Блуждающие звезды» («Но лучше мне говорить»), Киев[15].
- 2009 Присвоено почетное звание «Почетный работник культуры города Москвы»[24]
- 2010 Благодарность председателя Союза Театральных Деятелей РФ Калягина А. А. за сотрудничество с Союзом театральных деятелей в области повышения квалификации артистов региональных театров.
- 2014 Благодарность Министра культуры Российской Федерации «За большой вклад в развитие театрального искусства» Приказ № 188-вн от 20.10.2014
- 2018 Благодарность председателя Союза Театральных Деятелей РФ Калягина А. А. за проведение тренингов и мастер классов по сценической речи для артистов из театров Республики Крым.
- 2018 Благодарность Министра образования, науки и молодежи Республики Крым за вклад в развитие театрального искусства. Приказ № 1535 от 6 июля 2018.